# 小陽食植瓢蟲
小陽食植瓢蟲（学名：Epilachna microgenitalia）为瓢蟲科食植瓢蟲屬下的一个种。